# Канаєв Дмитро Геннадійович
Дмитро Геннадійович Канаєв (нар. 3 жовтня 1997, м. Первомайський, Харківська область, Україна) — український волейболіст, який грає на позиції ліберо у збірній України та чеської команди «Пршибрам».

## Життєпис
Народжений 3 жовтня 1997 року в м. Первомайському на Харківщині.
Протягом певного часу, зокрема у 2014 році був гравцем харківської «Юридичної академії». 
У сезонах 2018-2019, 2019-2020, 2020-2021 грав у клубі «МХП-Вінниця».
У сезоні 2021-2022  підписав контракт з львівськими «Барком-Кажани». Провівши три сезони покинув «Барком-Кажани». Підписав контракт з чеським клубом «Пршибрам». 

### Збірній
Брав участь у першостях Європи U-18 з пляжного волейболу: у серпні 2013 - у парі з Олегом Плотницьким, у серпні 2014 - з Тимофієм Полуяном.
Основний ліберо збірної України (U-20), яка у вересні виборола срібні медалі чемпіонату Європи-2016.
Є гравцем збірної України.

## Клуби
- 2014-2017:  ВСК «Юридична академія» (Харків)
- 2018-2021:  «МХП-Вінниця» (Віниця)
- 2021-2024: «Барком-Кажани» (Львів)
- 2024-:  «Пршибрам» (Пршибрам)

## Досягнення

### Клубні
Україна 
- Срібний призер України: 2021–2022.
- Бронзовий призер Чемпіонату України: 2018-2019.
- Фіналіст Суперкубка України: 2021.

### У збірній
- Срібний призер Чемпіонату Європи U-20: 2016.
- Срібний призер Євроліги (2): 2021, 2023.
- Бронзовий призер Кубка Претендентів: 2023.